# 謎米香港
謎米香港是由蕭若元、林雨陽等人成立的香港網絡電台，乃繼前身香港人網結業後再度由蕭若元領軍並於2013年6月3日啟播。「謎米」二字據蕭若元於2013年6月1日舉行的《謎米傳世界》─謎米香港啟動禮上提及到是林雨陽想出的，由於新網台著重知識的傳承，而在《自私的基因》一書中，「謎米」二字是一種把新事物傳承的過程，切合新台的風格，因而得名。謎米香港承接了部份從香港人網時期過渡而來的節目和主持人，同時亦試行把一個節目安排在一條由該主持以自負盈虧方式經營的獨立製作網上頻道廣播，或把多個節目聯合在一條由多位主持組成的獨立網上頻道廣播，以玆開辟更多置於蕭若元旗下的新平台。自2019年6月以來，是蕭若元的時政頻道。謎米香港亦設有「人民超市」作為網購平台。

## 歷史

### 2013年
2013年初，由於香港人網創辦人蕭若元與前人民力量主要加盟者及成員黃毓民在政見上有嚴重分歧，而前者更表示對身旁的人民力量成員感到失望、心灰意冷並因其對支持者黃洋達圖向香港人網宣戰的事件上態度迴避而感不滿，故此決定結束運作了8年、曾為人民力量提供了重要發聲平台的香港人網，同時宣佈從此與所有政治團體劃清界線並和黃毓民絕交。
2013年3月30日舉行的《佔領人網》－香港人網告別晚會上，蕭若元在結束倒時前正式對外宣佈新網台（謎米香港）將於2013年6月1日啟播。同年5月27日，蕭若元在視像專欄《最新蕭析》上宣佈，謎米香港誕生。
2013年6月1日，謎米香港正式運作。6月4日，蕭若元主持的新節目《蕭遙遊》開始播放。
2013年10月，謎米香港網頁的Alexa香港地區網站排名進佔100名內，YouTube頻道的瀏覽次數超過600萬。10月21日，謎米香港節目播放時間調動，《慢談風月》結束，並加入新節目《國情揭露》及《娛樂後援會》，亦開始將節目的分段時間由30分鐘轉為15分鐘，《蕭遙遊》率先由3節30分鐘變為6節15分鐘節目。
2013年12月1日，謎米香港CEO林雨陽在討論區宣佈，YouTube頻道的訂閱人數已正式超越3萬人，觀看次數也突破1,000萬人次（收看數字並不包括聲音重溫及下載）。另外，11月的網頁廣告收入也創新高。

### 2014年
2014年2月11日，謎米香港於農曆新年期間休息，並於2月11日重新啟播，同時加入新節目《轉身射個3分波》，逢星期三凌晨00:30播出。
2014年3月7日，新節目《爆破地獄》代替同時段播放的《博輔林》，由林匡正、Henry、蘇浩主持。。
2014年4月26日，在Facebook上宣佈延長星期六播放時段，由19:30到00:00，新增節目包括《國情揭露》（原有星期三的一小時節目再加長一小時）、《爆破號外》與《今日登高》，《網上最大黨》則縮短為一小時。
2014年6月3日，《男人老九》宣佈放暑假，謎米香港並在6月9日在同一時段推出《謎米世界盃特備》節目。
2014年7月22日，《男人老九》仍在放暑假中，原時間暫時播映《爆破號外》錄播節目，直至另行通告。
2014年8月19日，《男人老九》復播，新主持陣容包括張錦程、快必與阿廠。
2014年9月15日，節目調動：《唔潮唔吹》節目結束，《男人老九》播出時間調至星期一晚23:30，新節目《贏在起跑線》於星期二晚21:00播出。
2014年9月27日，《今日登高》停播，《爆破號外》延長至90分鐘，直至另行公告。
2014年10月4日，星期六節目時間調動，《宏觀經濟》由20:00開始，《爆破號外》播映時間則調整為60分鐘。
2014年10月11日，《贏在起跑線》增設星期六播放環節，《宏觀經濟》提早至19:00開始播出。
2014年12月5日，好大個網（edmondpoon.com）《恐怖在笑》星期五節目暫時調至謎米香港直播。

### 2015年
2015年3月16日，《橋到用時方恨少》將暫別一段時間，同一時段將由《文人多說話》代替，星期二及星期六播出的《贏在起跑線》將提前至20:15以及賽馬日前一天播出，星期二21:00將推出新節目《政治熱廚房》，同時《人民主場》繼續在人力頻道播放，但不會與謎米香港聯播。
2015年4月2日，蕭若元在節目《蕭遙遊》中宣佈，謎米將回復24小時播放，在直播/錄播時段以外播放早一天的節目以及一些經典節目重溫。
2015年5月16日，《大蘋果時代》將會在逢星期六起，晚上23:00播出半小時，而《爆破號外》將順延半小時播出。
2015年6月6日，《數碼捕籠》將會在逢星期六起，晚上23:30播出半小時，而《爆破號外》將順延半小時播出。
2015年7月7日，《隨意門》暫停播映，同一時段將播映由劉夢熊、林匡正、VERA主持的《Dream Bear天下》。
2015年7月13日，謎米香港推出全新節目時間表。加入許文昌主理財經節目《股掌世情》、《股掌行情》。
2015年7月25日，《轉身射個3分波》最後一集。
2015年10月6日，《男人老九》暫停播映，同一時段將播映《隨意門》。
2015年12月12日，《轉身射個3分波》第二季播映，暫定播映時間為星期六19:00至20:00。
2015年12月18日，《爆破地獄》最後一集，翌日播放的《爆破號外》亦是最後一集。
2015年12月25日，《放棄治療院》取代《爆破地獄》播放時段，《轉身射個3分波》取代《爆破號外》播放時段。

### 2016年
2016年3月22日，《有個節目》取代《Dream Bear天下》播放時段。
2016年4月4日，《蕭遙遊》節目中，蕭若元宣佈“計劃階段性退休”，《蕭遙遊》將於5月23日結束、並從今天開始不再討論香港政黨政治及政黨選舉。
2016年4月5日，《最新蕭析》節目中，蕭若元宣佈全台從今天開始不再討論香港政黨政治及政黨選舉。
2016年4月9日，星期六節目調動，人力頻道節目《網想最大黨》將不會在謎米香港進行直播。
2016年4月11日，謎米香港宣佈蕭若元將於5月23日開始退休前休假，而謎米香港CEO林雨陽同時辭任Hong Kong New Media Limited行政總裁一職。
2016年4月12日，《法乎情》取代《有個節目》播放時段。
2016年4月13日，《娛樂後援會》最後一集；同日在未有事前通知情況下《人上有人》取代《天外有天》。
2016年4月20日，《三粒花生酥》改在原來《娛樂後援會》時段播放最後一集。
2016年4月21日，《文人多說話》在原來《三粒花生酥》時段增加播放並加入新主持 索K、林兆彬及筆華棋。
2016年4月26日，《法內政情》取代《法乎情》播放時段。
2016年4月27日，《美女困獸 Truth Or Dare》取代《娛樂後援會》播放時段。
2016年5月6日，《大蘋果時代》最後一集。
2016年5月17日，《法內政情》最後一集。
2016年5月18日，《人上有人》最後一集。
2016年5月19日，《蕭遙遊》節目中，蕭若元宣佈將於5月24日實施“謎米全新節目時間表”。《股掌行情》最後一集。
2016年5月20日，《放棄治療院》最後一集。
2016年5月23日，《股掌世情》及《蕭遙遊》最後一集。
2016年5月24日，《大時代過客》及《隨意門》最後一集。
2016年5月28日，新節目時間表會在5月30日生效，《數碼捕籠》最後一集（無直播）。
2016年6月20日，《星期一夜情》取代《五個一夜情》，歷蘇將不再做新節目主持。
2016年7月18日，《轉身射個3分波》最後一集。
2016年9月6日，《全身濕の娃》第1集，播映時間為星期二23:30至24:30。

## 節目表（2016年4月）
| 時間  | 星期一                           | 星期二                           | 星期三                         | 星期四                           | 星期五                           | 星期六                              |
| ----- | -------------------------------- | -------------------------------- | ------------------------------ | -------------------------------- | -------------------------------- | ----------------------------------- |
| 18:30 |                                  |                                  |                                |                                  |                                  | 週末趙集（页面存档备份，存于）      |
| 19:00 |                                  |                                  |                                |                                  |                                  | 週末趙集（页面存档备份，存于）      |
| 19:30 | 宜家最識食（页面存档备份，存于） |                                  |                                |                                  |                                  | 週末趙集（页面存档备份，存于）      |
| 20:00 | 股掌世情（页面存档备份，存于）   | 大時代過客（页面存档备份，存于） | 美女困獸TruthOrDare            | 股掌行情（页面存档备份，存于）   | 宏觀經濟（页面存档备份，存于）   | 大把戲（页面存档备份，存于）        |
| 20:30 | 股掌世情（页面存档备份，存于）   | 大時代過客（页面存档备份，存于） | 美女困獸TruthOrDare            | 股掌行情（页面存档备份，存于）   | 宏觀經濟（页面存档备份，存于）   | 大把戲（页面存档备份，存于）        |
| 21:00 | 文人多說話（页面存档备份，存于） | 隨意門（页面存档备份，存于）     | 人上有人（页面存档备份，存于） | 文人多說話（页面存档备份，存于） | 放棄治療院（页面存档备份，存于） | 國情揭露（页面存档备份，存于）      |
| 21:30 | 文人多說話（页面存档备份，存于） | 隨意門（页面存档备份，存于）     | 人上有人（页面存档备份，存于） | 文人多說話（页面存档备份，存于） | 放棄治療院（页面存档备份，存于） | 國情揭露（页面存档备份，存于）      |
| 22:00 | 蕭遙遊（页面存档备份，存于）     | 法內政情（页面存档备份，存于）   | 國情揭露（页面存档备份，存于） | 蕭遙遊（页面存档备份，存于）     | 浩浩熵熵（页面存档备份，存于）   | 大蘋果時代（页面存档备份，存于）    |
| 22:30 | 蕭遙遊（页面存档备份，存于）     | 法內政情（页面存档备份，存于）   | 國情揭露（页面存档备份，存于） | 蕭遙遊（页面存档备份，存于）     | 浩浩熵熵（页面存档备份，存于）   | 數碼捕籠（页面存档备份，存于）      |
| 23:00 | 蕭遙遊（页面存档备份，存于）     | 法內政情（页面存档备份，存于）   | 國情揭露（页面存档备份，存于） | 蕭遙遊（页面存档备份，存于）     | 浩浩熵熵（页面存档备份，存于）   | 轉身射個3分波（页面存档备份，存于） |
| 23:30 | 五個一夜情                       | 五個一夜情                       | 五個一夜情                     | 五個一夜情                       | 五個一夜情                       | 轉身射個3分波（页面存档备份，存于） |
| 00:00 | 五個一夜情                       | 五個一夜情                       | 五個一夜情                     | 五個一夜情                       | 五個一夜情                       |                                     |
| 00:30 | 五個一夜情                       | 五個一夜情                       | 五個一夜情                     | 五個一夜情                       | 五個一夜情                       |                                     |
| 01:00 | 恐怖在笑                         | 遊戲人間（页面存档备份，存于）   | 恐怖在笑                       | 遊戲人間（页面存档备份，存于）   | 恐怖在笑                         |                                     |
| 01:30 | 恐怖在笑                         | 遊戲人間（页面存档备份，存于）   | 恐怖在笑                       | 遊戲人間（页面存档备份，存于）   | 恐怖在笑                         |                                     |

## 節目表 （2018年6月至2019年6月）
| 時間  | 星期一                           | 星期二                         | 星期三                          | 星期四                         | 星期五                         |
| ----- | -------------------------------- | ------------------------------ | ------------------------------- | ------------------------------ | ------------------------------ |
| 19:00 |                                  |                                |                                 |                                |                                |
| 19:30 |                                  |                                |                                 |                                |                                |
| 20:00 | 炒股密碼（页面存档备份，存于）   | 倍升密碼（页面存档备份，存于） |                                 |                                |                                |
| 20:30 | 炒股密碼（页面存档备份，存于）   | 倍升密碼（页面存档备份，存于） | 國情揭露（页面存档备份，存于）  |                                | 國情揭露（页面存档备份，存于） |
| 21:00 | 車走屋（页面存档备份，存于）     | 食住上（页面存档备份，存于）   | 國情揭露（页面存档备份，存于）  |                                | 國情揭露（页面存档备份，存于） |
| 21:30 | 車走屋（页面存档备份，存于）     | 食住上（页面存档备份，存于）   | 國情揭露（页面存档备份，存于）  |                                | 國情揭露（页面存档备份，存于） |
| 22:00 | 全身濕の娃（页面存档备份，存于） |                                | "6"續友嚟（页面存档备份，存于） | 宏觀經濟（页面存档备份，存于） | 大把戲（页面存档备份，存于）   |
| 22:30 | 全身濕の娃（页面存档备份，存于） |                                | "6"續友嚟（页面存档备份，存于） | 宏觀經濟（页面存档备份，存于） | 大把戲（页面存档备份，存于）   |
| 23:00 |                                  |                                |                                 | 宏觀經濟（页面存档备份，存于） | 大把戲（页面存档备份，存于）   |
| 23:30 |                                  |                                |                                 |                                |                                |

## 主持

### 現任
| 姓名   | 簡介                                                                   | 現主持節目                            |
| ------ | ---------------------------------------------------------------------- | ------------------------------------- |
| 蕭若元 | 資深傳媒人及著名編劇，曾為新城電台、香港人民廣播電台及香港人網擔任主持 | 退休蕭析 海外蕭析 八卦蕭析 蕭氏新聞台 |

### 已離任
| 姓名                  | 簡介                                                                                           | 曾主持節目                                                                                         |
| --------------------- | ---------------------------------------------------------------------------------------------- | -------------------------------------------------------------------------------------------------- |
| 陳志全（慢必）        | 前立法會議員(新界東)、人民力量執委、人力頻道主持，前商業電台和新城電台主持、前香港人網行政總裁 | 慢談風月（節目結束）                                                                               |
| 劉嘉鴻（劉嗡）        | 人民力量前主席                                                                                 | 隨意門                                                                                             |
| 劉夢熊                | 前全國政協委員                                                                                 | Dream Bear天下                                                                                     |
| 林雨陽                | 前謎米香港行政總裁，前公民黨黨員，曾為商業電台、溫哥華華僑之聲及香港人網主持電台節目           | 五個一夜情 文人多說話                                                                              |
| 歐陽英傑（星屑醫生）  | 私人執業醫生                                                                                   | 三粒花生酥                                                                                         |
| 沈西城                | 作家                                                                                           | 大時代過客（節目結束）                                                                             |
| 劉正（Henry）         | 前香港人網主持，博客                                                                           | 蕭遙遊 爆破地獄（節目結束） 爆破號外（節目結束）                                                   |
| 林匡正                | 作家，曾奪第四屆香港書獎                                                                       | 博輔林（節目結束） 爆破地獄（節目結束） 爆破號外（節目結束） 大時代過客（節目結束） Dream Bear天下 |
| 阮穎嫻（Vera）        | 大學助理講師                                                                                   | 蕭遙遊 文人多說話 Dream Bear天下                                                                   |
| 楊繼昌                | 社民連前成員                                                                                   | 蕭遙遊                                                                                             |
| 孫柏文                |                                                                                                | 是日新聞                                                                                           |
| 高明輝                |                                                                                                | 是日新聞                                                                                           |
| 姚冠東                | 前低俗頻道台長                                                                                 | 隨意門                                                                                             |
| Isaac                 | 金融從業員                                                                                     | 三粒花生酥                                                                                         |
| 吳家順                | 中國銀盛資產管理董事                                                                           | 贏字點寫（節目停播）                                                                               |
| 高輝                  | 新邦證劵投資總監                                                                               | 贏字點寫（節目停播）                                                                               |
| Kavi                  |                                                                                                | 唔潮唔吹（節目結束）                                                                               |
| 張建聲（Justin）      |                                                                                                | 唔潮唔吹（節目結束）                                                                               |
| 辛比                  |                                                                                                | 今日登高（節目停播）                                                                               |
| 森麻                  |                                                                                                | 今日登高（節目停播）                                                                               |
| 林超榮                | 電視及電影編劇、創作人                                                                         | 橋到用時方恨少（節目結束）                                                                         |
| 文振球                | 傳信人間有限公司創辦人兼公關顧問總監                                                           | 橋到用時方恨少（節目結束）                                                                         |
| 許文昌                |                                                                                                | 股掌世情 股掌行情                                                                                  |
| Eric                  |                                                                                                | 股掌世情 股掌行情                                                                                  |
| 歷蘇                  |                                                                                                | 五個一夜情                                                                                         |
| Bonnie                | 商業電台前節目主持                                                                             | 五個一夜情                                                                                         |
| Elaine                | 空中服務員                                                                                     | 五個一夜情                                                                                         |
| Tina Mak              | 香港著名模特兒                                                                                 | 五個一夜情                                                                                         |
| Cass                  |                                                                                                | 五個一夜情                                                                                         |
| Jonathan              |                                                                                                | 五個一夜情                                                                                         |
| 阿魚                  |                                                                                                | 五個一夜情                                                                                         |
| 游敏                  | 模特兒、舞蹈員、Youtuber                                                                       | 五個一夜情                                                                                         |
| 游月華（Donna Yau）   | 民主黨社區主任、公關公司董事                                                                   | 政治熱廚房（節目結束）                                                                             |
| 黎樂民（Raymond Lai） |                                                                                                | 政治熱廚房（節目結束）                                                                             |
| 霍嘉誌（Johnny Fok）  | 執業大律師                                                                                     | 政治熱廚房（節目結束）                                                                             |
| 張錦程                | 電視及舞台劇著名演員                                                                           | 男人老九（節目結束）                                                                               |
| 阿廠                  |                                                                                                | 男人老九（節目結束）                                                                               |
| 譚得志(快必)          | 前商業電台和新城電台主持及前亞洲電視節目主持及人民力量副主席                                   | 天外有天 男人老九（節目結束）                                                                      |
| 鄭詩陶                |                                                                                                | 天外有天                                                                                           |
| 曹文偉                |                                                                                                | 天外有天                                                                                           |
| 梁偉業                |                                                                                                | 天外有天                                                                                           |
| Kelvin                |                                                                                                | 天外有天                                                                                           |
| 張大衞(牧師)          | 基督路小教會牧師                                                                               | 天外有天                                                                                           |
| 茜利妹                | 商業電台前節目主持                                                                             | 娛樂後援會（節目結束）                                                                             |
| 邵子風                | 歌手龍小菌、藝人楊詩敏及「拾音社」樂隊經理人                                                   | 娛樂後援會（節目結束）                                                                             |
| Zero                  |                                                                                                | 娛樂後援會（節目結束） 數碼捕籠                                                                    |
| 劉Cow                 |                                                                                                | 恐怖在笑 有分數                                                                                    |
| 艾力                  |                                                                                                | 遊戲人間 恐怖在笑                                                                                  |
| 阿九                  |                                                                                                | 遊戲人間 恐怖在笑 文人多說話                                                                       |
| MARK仔                |                                                                                                | 週末趙集                                                                                           |
| Babi                  | 模特兒                                                                                         | 大時代過客（節目結束）                                                                             |
| 李偉倫                | 前香港籃球代表隊                                                                               | 轉身射個3分波（節目結束）                                                                          |
| 香振強                | 香港籃球代表隊，現役香港甲一籃球球隊福建                                                       | 轉身射個3分波（節目結束）                                                                          |
| 馬田                  | 前港台節目主持人                                                                               | 轉身射個3分波（節目結束）                                                                          |
| 喪甘                  | 本地業餘籃球界精英，明星籃球隊Nuts重要成員                                                     | 轉身射個3分波（節目結束）                                                                          |
| Jaffe                 |                                                                                                | 浩浩熵熵                                                                                           |
| Cherry Ho             |                                                                                                | 浩浩熵熵                                                                                           |
| 陳志宏                | 大學講師                                                                                       | 讀男科學館                                                                                         |
| 王陽翎（非）          |                                                                                                | 讀男科學館                                                                                         |
| Anthony               |                                                                                                | 就地政法                                                                                           |
| Stanley               |                                                                                                | 就地政法                                                                                           |
| 翁子光                | 香港影評人、編劇、導演                                                                         | 文人多說話                                                                                         |
| 林兆彬                |                                                                                                | 文人多說話                                                                                         |
| Kate                  |                                                                                                | 天下任我行 文人多說話                                                                              |
| 林凱凝（Sunshine）    | 作家                                                                                           | 文人多說話                                                                                         |
| 城主                  |                                                                                                | 文人多說話                                                                                         |
| Heily                 |                                                                                                | 星期一夜情                                                                                         |
| Percy                 |                                                                                                | 星期一夜情                                                                                         |
| 冬菇（Janice）        |                                                                                                | 型生會                                                                                             |
| 咸蛋                  |                                                                                                | 型生會                                                                                             |
| Koch（馮小西）        | 時裝從業員、話劇演員                                                                           | 型生會                                                                                             |
| 筆華棋                | 專欄、網絡小說作家                                                                             | 型生會                                                                                             |
| 珊翠絲                | 香港馬評人                                                                                     | 贏在起跑線                                                                                         |
| 仲達                  | 香港馬評人                                                                                     | 贏在起跑線                                                                                         |
| 亨利                  |                                                                                                | 贏在起跑線                                                                                         |
| Clara                 | 話劇演員                                                                                       | 全身濕之娃                                                                                         |
| 哈比葉梓嵐            |                                                                                                | 全身濕之娃                                                                                         |
| 甄燊港                | 前綫召集人、曾任香港記者協會主席                                                               | 國情揭露                                                                                           |
| 蘇浩                  | 人民力量副主席                                                                                 | 國情揭露 放棄治療院                                                                                |
| 任亮憲                |                                                                                                | 天下任我行                                                                                         |
| 林紀陶                | 著名編劇、漫畫作者、動畫編導                                                                   | 大把戲                                                                                             |
| 李永豪（Albert）      |                                                                                                | 大把戲                                                                                             |
| Jimmy                 |                                                                                                | 大把戲                                                                                             |
| 李偉才（李逆熵）      | 著名科普、科幻作家，前香港天文台科學主任                                                       | |
| 雷志海（John）        | 金融從業員                                                                                     | 宏觀經濟                                                                                           |
| Kenny Cheung          | 金融從業員，在節目中較多談及能源版塊                                                           | 宏觀經濟                                                                                           |
| Eddie Chow            | 在節目中較多談及科技版塊                                                                       | 宏觀經濟                                                                                           |
| 巴喇莎                | 模特兒                                                                                         | 全身濕之娃 食住上                                                                                  |
| Colanda               |                                                                                                | 全身濕之娃                                                                                         |
| 叮叮                  |                                                                                                | 全身濕之娃                                                                                         |

## 收看及收聽方式
除了可透過謎米香港 官方網頁（页面存档备份，存于）或謎米香港 YouTube頻道（页面存档备份，存于）上收看及收聽直播與重溫外，亦可透過「dimbo.tv（页面存档备份，存于）」Android手機程式直接收看及下載節目重溫。
另外，在iOS平台上的「香港網台（页面存档备份，存于）」手機程式亦可收看及收聽謎米直播及重溫。

## 視像/聲音專欄
除了恆常節目外，謎米香港亦會不定期上載不同種類的視像/聲音專欄，時事專欄包括《最新蕭析》、《張洺華@goyeah》與《一陣徐》，財經專欄包括《金利豐午間財經通訊》、《宏觀散打》、《經濟3.0徐家健》等，其他專欄包括《亨亨聲》、《神秘牛》、《五味樂緣》等。
視像/聲音專欄可在謎米香港網頁、謎米香港YouTube頻道以及dimbo.tv手機app收看。

## 外部連結
- 謎米香港 官方網頁（页面存档备份，存于）
- 謎米香港 討論區（页面存档备份，存于）
- 謎米香港 YouTube頻道 （页面存档备份，存于）
- 謎米香港 Facebook專頁（页面存档备份，存于）
- dimbo.tv 總節目表（包括謎米香港節目重溫連結）（页面存档备份，存于）
- 人民超市（页面存档备份，存于）